# 台78線
台78線（たいななじゅうはちせん）は、雲林県台西郷から同県古坑郷に至る台湾の東西向快速公路であり、別称は「台西古坑快速公路（たいせいここうかいそくこうろ）」。

## 概要
- 全長：43.5Km
- 起点：雲林県台西郷（台61線の交差地点）
- 終点：雲林県古坑郷（国道3号古坑JCT）
- 経由地：

## 歴史
| 年 | 月日 | 事跡 |
| -- | ---- | ---- |

## 通過する自治体
- 雲林県
  - 台西郷 - 東勢郷 - 褒忠郷 - 元長郷 - 土庫鎮 - 虎尾鎮 - 大埤郷 - 斗南鎮 - 斗六市 - 古坑郷

## インターチェンジなど
| 起点から (km) | 施設名     | 接続路線名 | 備考                                                                    | 所在地 | 所在地         |
| ------------- | ---------- | ---------- | ----------------------------------------------------------------------- | ------ | -------------- |
| 0.0           | 台西IC/JCT | 台61線     | 2006年4月14日開通、 2014年8月31日に立体交差の工事が完了した。           | 雲林県 | 台西郷         |
| 0.9           | 台西IC     | 台17線     | 2004年12月8日開通（東行き）、 2014年8月31日に立体交差の工事が完了した。 | 雲林県 | 台西郷         |
| 8.2           | 東勢IC     | 県道153線  | 2004年12月8日開通                                                       | 雲林県 | 東勢郷         |
| 15.1          | 元長IC     | 台19線     | 2004年12月8日開通                                                       | 雲林県 | 元長郷         |
| 22.0          | 土庫IC     | 雲97線     | 2008年11月17日開通                                                      | 雲林県 | 土庫鎮         |
| 25.4          | 虎尾IC     | 県道145線  | 2003年1月28日開通                                                       | 雲林県 | 虎尾鎮         |
| 30.4          | 雲林JCT    | 国道1号    | 2006年4月4日開通                                                        | 雲林県 | 大埤郷、斗南鎮 |
| 32.6          | 斗南IC     | 台1線      | 2004年1月12日開通（西行き）、 2013年11月28日開通（東行き）              | 雲林県 | 大埤郷、斗南鎮 |
| 39.4          | 古坑IC     | 台3線      | 2002年2月6日開通                                                        | 雲林県 | 斗六市、古坑郷 |
| 43.5          | 古坑JCT    | 国道3号    | 2002年2月6日開通                                                        | 雲林県 | 古坑郷         |